# Beck – Vägs ände
Beck – Vägs ände är en svensk thriller från 2016 som hade premiär på video on demand på filmkanalen C More First den 4 mars 2016. Detta är den sjunde filmen i den femte omgången med Peter Haber i huvudrollen som Martin Beck.

## Handling
En före detta polis och hans familj faller offer i ett brutalt trippelmord. Vid brottsplatsundersökningen hittas vapen som kopplar mannen till den organiserade brottsligheten. Fynden höjer dramatiken i utredningen markant och frågorna hopar sig. Varför hade mannen dessa vapen i sitt förvar och finns det kollegor kvar i tjänst som vet något?

## Rollista (urval)

### Återkommande roller
- Peter Haber – Martin Beck
- Kristofer Hivju – Steinar Hovland
- Jonas Karlsson – Klas Fredén
- Måns Nathanaelson – Oskar Bergman
- Ingvar Hirdwall – Grannen
- Anna Asp – Jenny Bodén
- Elmira Arikan – Ayda Cetin
- Åsa Karlin – Andrea Bergström
- Anu Sinisalo – Gunilla Urst

### Gästroller i detta avsnitt
- Fredrik Dolk – Mats Sylvander
- Tanja Lorentzon – Maria Santos
- Claes Ljungmark – Torsten Nyblom
- Erik Ehn – Johan Wredin
- Anders Berg – Jens Wredin
- Evabritt Strandberg – Helena Wredin
- Peter Schildt – Rolf Urst
- Lo Kauppi – Ulrika
- Nina Sand - Lina Karlgren